# Msaken
Msaken (arabă مساكن) este un oraș în nord-estul Tunisiei.